# Track racing

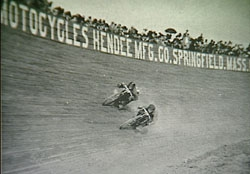
Una gara di board track del 1911. Variante del track racing corsa su ovali pavimentati con tavole di legno, fu molto popolare negli Stati Uniti sino ai primi anni trenta

Il Track racing è una forma di competizione motociclistica in cui singoli piloti o squadre si fronteggiano tra loro su circuiti ovali non asfaltati. A seconda del tipo di fondo su cui si corre e del regolamento tecnico esistono vari tipi di track racing. La variante più comune e nota a livello internazionale è lo speedway. Nate nel primo decennio del secolo scorso, le gare di track racing raggiunsero la popolarità già negli anni venti.

## Varianti

### Speedway

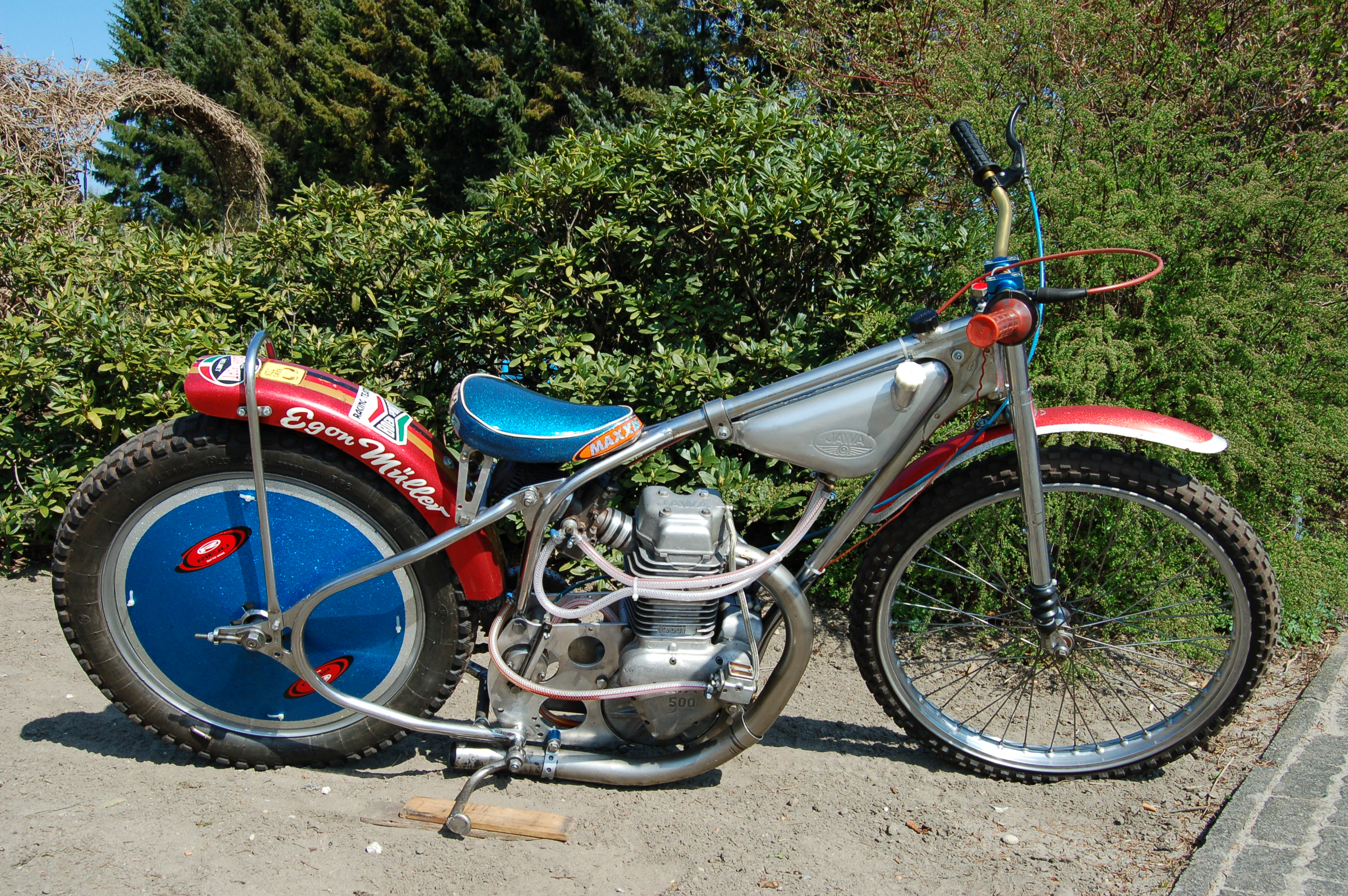
Una Jawa da speedway

Lo "speedway", a volte indicato come "dirt track", si corre su piste ovali piatte il cui fondo è di varia natura, generalmente terriccio o ghiaia, ma anche roccia sbriciolata (solitamente scisto) o sabbia. I concorrenti sfruttano la scarsa aderenza offerta da questo tipo di fondo per derapare, ovvero per ottenere una sbandata controllata. Secondo il regolamento FIM le moto da speedway, alimentate a metanolo e con un peso minimo di 77 kg, devono essere prive di: freni, cambio (monomarcia) e sospensioni posteriori. Le gare sono articolate in 20 manche, in cui i 16 piloti si affrontano 4 alla volta. Lo speedway, nato negli anni venti nel Nuovo Galles del Sud, in Australia, è diffuso in molte nazioni e, oltre ai campionati nazionali, si corrono anche diversi eventi a carattere internazionale.

### Board track
Il "board track" è stata una forma di competizione molto popolare negli Stati Uniti nei primi decenni del XX secolo. Si correva su piste ovali molto inclinate, il cui fondo era costituito da tavole di legno. Subì un calo di popolarità nei primi trenta, per poi diventare definitivamente obsoleto e scomparire.

### Flat track

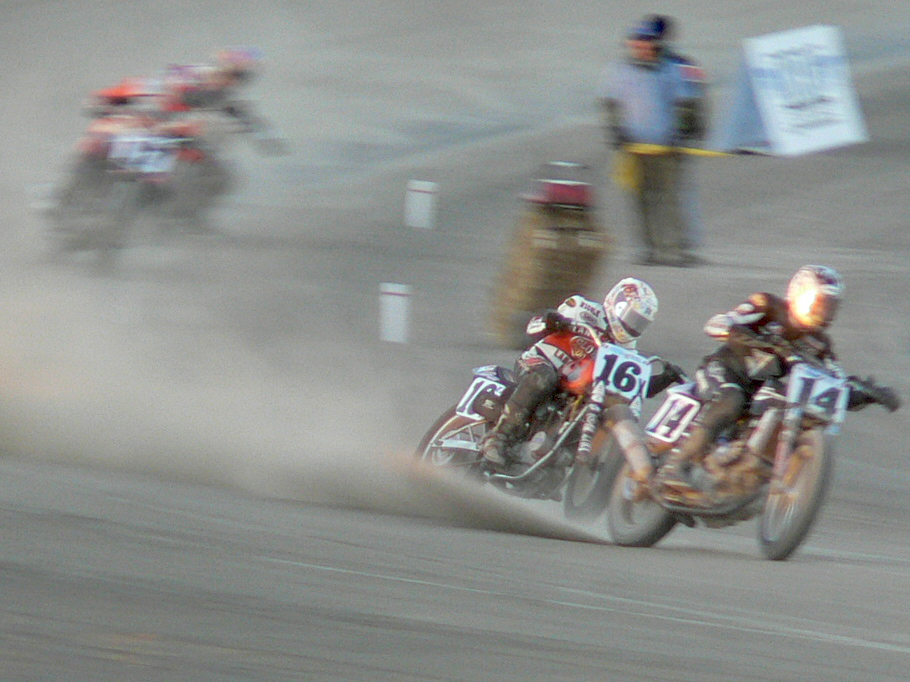
Una moderna gara di flat track

Il "flat track" si corre su piste ovali piatte simili a quelle da speedway, e come lo speedway spesso è anch'esso indicato come "dirt track". A livello amatoriale viene corso con moto sia due tempi che quattro tempi. A livello professionistico si ha invece il dominio dei quattro tempi, sia monocilindrici che plurifrazionati. Al contrario delle moto da speedway, completamente prive di freni, le moto da flat track sono dotate del solo freno posteriore, che permette una diversa tipologia di guida. In genere le competizioni di flat track non sono molto redditizie per i piloti, che spesso passano alle gare in circuito. Molti piloti statunitensi che corsero nel motomondiale iniziarono la loro carriera proprio nel flat track. 

#### Short track e TT racing
Varianti del flat track, disputate nei soli Stati Uniti, sono lo "short track" e il "TT racing". Il primo si corre su distanze inferiori ai 400 m (quarto di miglio), il secondo si può correre su qualunque lunghezza, ma una gara di TT racing deve comprendere almeno una curva a destra ed un salto.
Fuori dagli Stati Uniti con "short track" sono indicate gare motociclistiche corse indoor ma sempre su piste ovali e su fondi differenti (dallo sterrato al cemento).

### Grass track

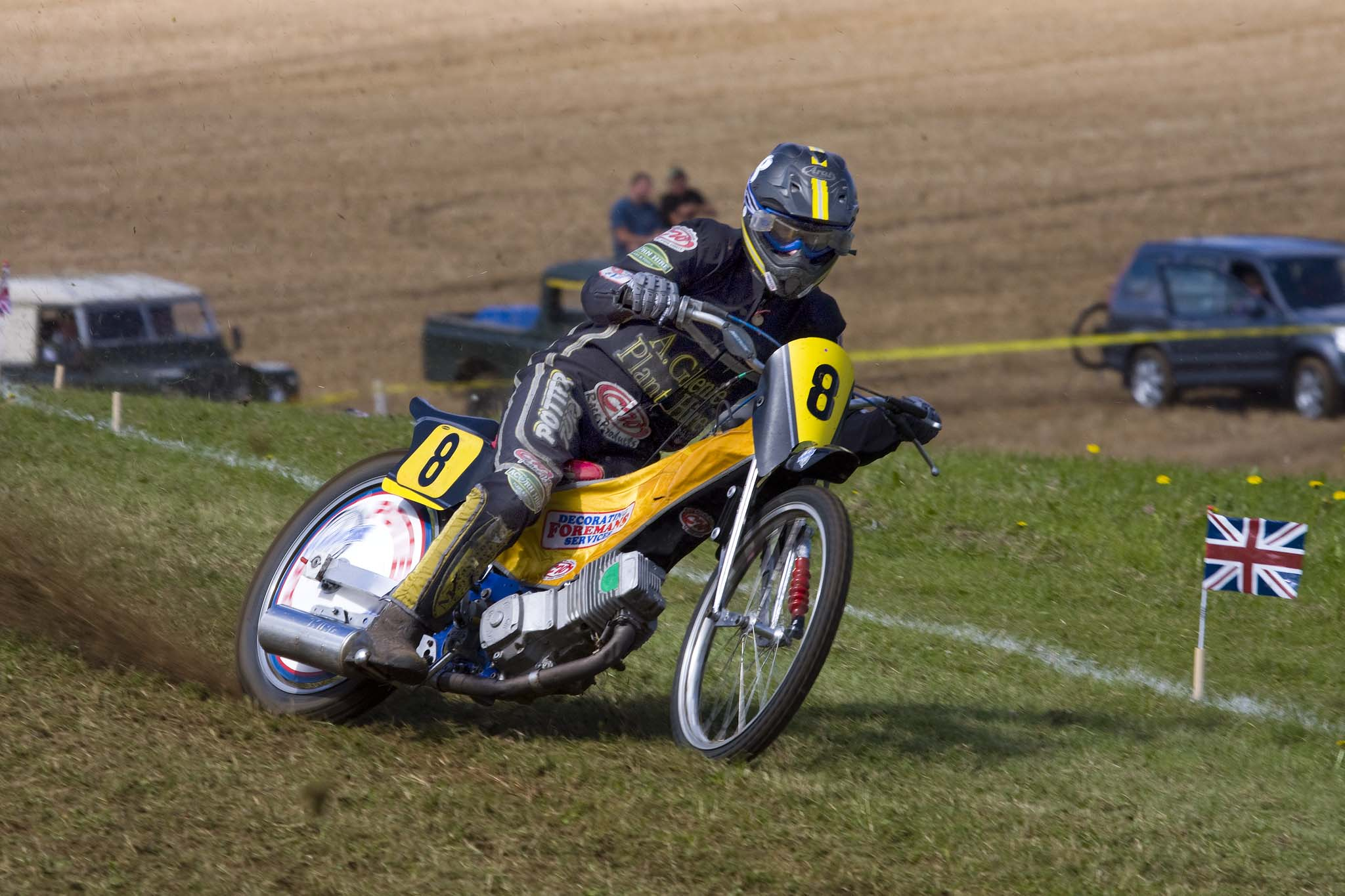
Un pilota impegnato in una gara di grass track

Il "grass track", noto anche come "grasstrack" o "grasbahn", si svolge su piste ovali piatte a fondo erboso (in inglese "grass" vuol dire "erba"). Oltre che per il fondo differente, si discosta dallo speedway per il numero di piloti partecipanti, non c'è infatti il limite di 4 per manche, e per il circuito, generalmente più lungo. Anche le moto sono diverse, sono infatti dotate di cambio (a due marce) e delle sospensioni posteriori. Come nello speedway sono prive di freni.

### Long track
Il "long track", noto anche come "sandbahn", è una variante del grass track corso su piste ovali sterrate lunghe 1.000-1.200 metri che permettono di raggiungere i 150-160 km/h. Le moto ed il regolamento sono i medesimi del grass track.
Il long track è molto popolare in Germania, quasi più dello speedway, e difatti la maggior parte delle piste da long track si trovano in questo paese. Viene corso regolarmente anche in Repubblica Ceca, Finlandia e Norvegia. Talvolta gare di long track vengono organizzate anche in Australia e negli Stati Uniti, in questi casi di norma come piste vengono impiegati ippodromo da trotto.

### Ice track

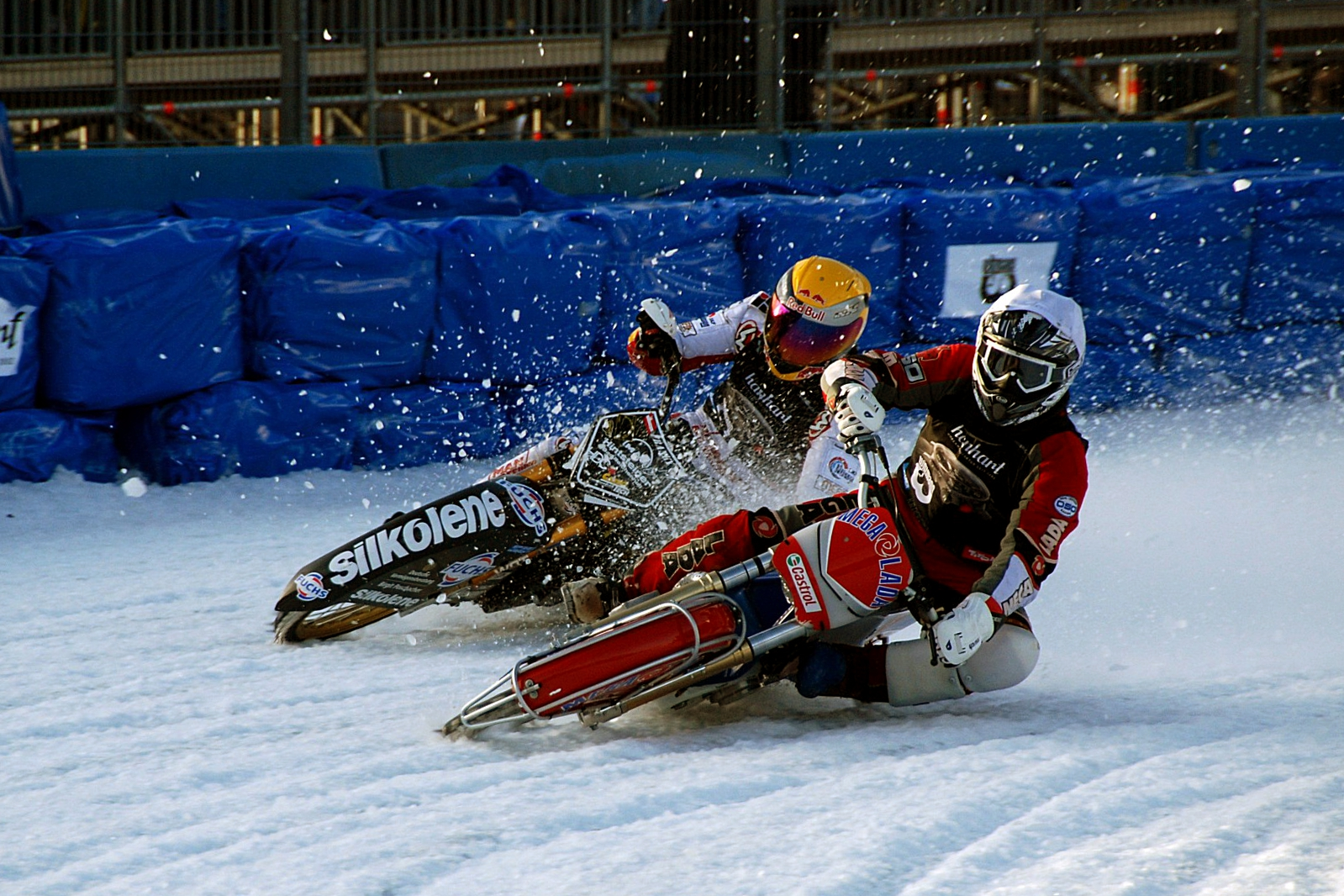
Una gara di ice track, categoria gomme chiodate, durante i campionati mondiali a Innsbruck nel 2010

L'"ice track" o "ice speedway" rappresenta l'equivalente dello speedway corso però su piste a fondo ghiacciato. Le gare si corrono in senso antiorario su piste ovali lunghe tra 260 e 425 m. Lo svolgimento delle gare e il punteggio sono simili allo speedway.
La specialità è divisa in categorie in base al tipo di pneumatico usato, normale o chiodato. In quest'ultima categoria si impiegano chiodi lunghi fino a 30 mm, 90 nel penumatico anteriore e 250-500 in quello posteriore. 
La trazione offerta dai chiodi richiede l'impiego di cambi a due marce, ma come nello speedway le moto non sono dotate di freni. I chiodi, se da una parte non permettono l'uso della sbandata controllata, consentono di percorrere le curve ad elevate inclinazioni, tanto che spesso i piloti sfiorano il tracciato col manubrio. Questo stile di guida è diverso da quello utilizzato nelle altre discipline di track racing. Questo significa che i piloti di ice track raramente partecipano ad eventi di speedway o sue varianti, e viceversa. La maggior parte delle gare, sia per singoli che a squadre, sono corse in Russia, Svezia e Finlandia. Gare di ice track si svolgono anche in Repubblica Ceca, Germania, Paesi Bassi e, occasionalmente, in altri paesi.